# 王境泽
王境泽（1997年12月4日—），中国大陆网络红人，因参加湖南衛視真人秀节目《变形计》而出名。

## 节目中的形象
2014年，王境泽参与湖南卫视《变形计》，在《远山的抉择》一集中登场。在节目中，王境泽被形容成暴躁、激动、爱闹事的青年，几次被不同的学校开除。王境泽前往云南省一个偏僻山村，与那里一户贫困家庭的孩子交换身份一个月。王境泽因为无法忍受当地的生活选择了逃跑，被节目组阻扰后与节目组和贫困家庭发生冲突。之后，王境泽被安排到当地一所学校体验生活，依旧我行我素。但在老师和同学的诱导下，王境泽开始发生转变，并融入了集体，最终改过自新。

## 网红经历

### 走红
在《变形计》中，王境泽威胁要离家出走，负责照顾的村子老人劝说王境泽不要离开村子并说煮些东西给他吃时，王境泽愤怒地表示“我王境泽就是饿死，死外边，从这跳下去，（也）不会吃你们一点东西”，但过了两个小时左右，王境泽由于饥饿还是坐在饭桌前吃饭，并说了一句“真香”。由于王境泽态度前后转变过大，因此在网络走红，被戏称“王境泽定律”或“真香定律”。其前后态度对比的截屏也被制成表情包，主要以GIF动态长图为主。

### 走红后
2014年，《变形计》播出后的那几个月，王境泽的新浪微博点赞数基本能过万。
2015年，王境泽开通快手账号，很快拥有近30万粉丝，视频内容基本是一张自拍照、配上一首背景音乐。
2016年8月，王境泽在新浪微博表示“终究要回归到现实”。之后他基本上每月总共只会发上一两条微博，从2017年7月起更是消失了近半年时间。王境泽在快手上说明原因：
|  | 首先，真心感谢一直在等我更新的朋友，我让你们失望了。并（不）是我飘了、不在乎你们了，而是我本身走红于真人秀节目，本身无才艺、无特长。喜欢我的粉丝大多数喜欢的是我的性格，但我自己的性格不适合当一个网红。 |

### 再次走红
2018年3月，网友“xtyxtyx”在V2EX制作GIF表情包网站，其中包括王境泽的表情包制作功能。不久后，xtyxtyx将网站代码分享到GitHub。随后又有其他开发者在这些代码的基础上，开发出了Python、Java、微信小程序等多种版本，导致王境泽和相关表情包在网络上再次走红。
2018年3月27日，王境泽表示“四年前我不应该吃那口饭”，并在句子后面加上狗头的表情进行调侃。

## 获奖
2011年，王境泽在第十一届全国青少年机器人大赛获奖。

## 相关事件
2022年3月，王境泽在经核酸检测为新冠阳性后开始居家隔离，家门亦被贴上封条，但随后便无人问津。由于一直无法与防疫部门取得联系，王境泽于5天后在微博上实名举报长春市防疫不作为，随后“长春发布”回复了王境泽、并协调有关部门与其取得联系，但该条微博也被删除。